# 20 (tal)
20 (tjugo (fil)) är det naturliga talet som följer 19 och som följs av 21. Talet utgör basen i det vigesimala talsystemet.
- En grupp om 20 enheter brukar benämnas ett tjog.
- Ett kast är en benämning för 20 st strömmingar.
- Det är Egyptens Landsnummer.

## Inom matematiken
- 20 är ett jämnt tal.
- 20 är ett rektangeltal
- 20 är ett ikosagontal
- 20 är ett tetraedertal
- 20 är ett dodekaedertal
- 20 är ett ymnigt tal
- 20 är ett primitivt ymnigt tal
- 20 är ett mycket ymnigt tal
- 20 är ett Harshadtal
- 20 är ett palindromtal i det Romerska talsystemet.
- 20 är ett palindromtal i det ternära talsystemet.
- 20 är ett Praktiskt tal.

## Inom vetenskapen
- Kalcium, atomnummer 20
- 20 Massalia, en asteroid
- Messier 20, emissions- och reflektionsnebulosa i Skytten, Messiers katalog